# Sovetsky (huyện của Kirov)
Huyện Sovetsky (tiếng Nga: ? райо́н) là một huyện hành chính tự quản (raion), của Tỉnh Kirov, Nga. Huyện có diện tích 2383 km², dân số thời điểm ngày 1 tháng 1 năm 2000 là 33500 người. Trung tâm của huyện đóng ở Sovetsk.